# Pompei Planta
Gai Pompei Planta (en llatí: Caius Pompeius Planta) va ser un magistrat romà del segle i.
Va ser prefecte d'Egipte durant el regnat de Trajà. En parla Plini el Jove.